# Aleksandr Afanàssevitx Potebnià
Aleksandr Afanàssevitx Potebnià —rus: Александр Афанасьевич Потебня, en ucraïnès: Олександр Опанасович Потебня, Oleksandr Opanàssovitx Potebnià— (Havrylivka, Romny, actual província de Sumi d'Ucraïna, 10 de setembre de 1835 - Khàrkiv, actualment Ucraïna, 29 de novembre de 1891) fou un lingüista i filòsof de la llengua ucraïnès de l'Imperi Rus, professor de lingüística a la Universitat de Khàrkiv. Membre corresponent de l'Acadèmia de Ciències de Sant Petersburg, traductor de l'Odissea d'Homer a l'ucraïnès, és conegut pel seu treball sobre l'evolució de la fonètica russa i per la seva teoria del llenguatge i de la consciència, que influiria en els treballs del psicòleg Lev Vigotski. La seva obra principal, Pensament i llenguatge (mysl' i jazyk), es va publicar el 1862.

## Biografia
Potebnià va néixer en una família noble d'origen cosac al llogaret de Manev, prop de Havrylivka, al districte de Romny (actual província de Sumi d'Ucraïna). El seu pare, Afanass (Opanass en ucraïnès), un capità retirat, havia participat en les guerres de Pèrsia (1828) i de Turquia (1829). Potebnia va estudiar a l'escola polonesa de Radom; més tard va estudiar dret, i també història i filologia a la Universitat de Khàrkiv. A principis dels anys 1860 va participava activament a la societat ucraïnesa de Khàrkiv; s'inicià en l'estudi del folklore a les regions de Poltava i Okhtyrka. Va tenir de professors els germans Piotr i Nikolai Lavrovsky i el professor Ambrosy Metlinsky. També s'interessà per l'etnografia i el «dialecte petit-rus», que era com aleshores es deia la llengua ucraïnesa.
Graduat a la Universitat el 1856, va ensenyar literatura en una escola de Khàrkiv, abans de defensar, el 1861, la seva tesi, titulada «Sobre certs símbols en la poesia popular eslava». Seguidament, començà a donar classes a la Universitat de Khàrkiv. El 1862 va publicar el seu llibre El pensament i el llenguatge, i va viatjar a l'estranger. Va assistir a conferències a la Universitat de Berlín i va visitar diversos països eslaus mentre estudiava sànscrit. En 1874 va defensar la seva tesi doctoral, titulada «Notes sobre la gramàtica russa», i es va convertir en professor de la Universitat de Khàrkiv el 1875. Al final d'aquest any, es va convertir en membre corresponent del departament de llengua i literatura russes de l'Acadèmia de Ciències de Sant Petersburg.
El 1875 va guanyar el premi Lomonosov. El 1878 i el 1879 va ser guardonat amb les medalles d'or Ouvarov. També va presidir la Societat de Filologia Històrica (1878-1890) i des de 1887 fou membre de la Societat Científica Txeca. El 1890 va rebre una medalla de la Societat Geogràfica Russa.
Va passar els últims dies de la seva vida al número 16 del carrer que ara porta el seu nom a Khàrkiv, on va morir el 1891.

## Trajectòria
Com a lingüista, Potebnià es va especialitzar en quatre àrees: la filosofia del llenguatge, la fonètica històrica de les llengües eslaves orientals, l'etimologia i la sintaxi històrica de les llengües eslaves. Les seves principals publicacions sobre aquest tema són: El pensament i el llenguatge (1862, reeditat quatre vegades fins al 1926); Sobre la relació entre algunes representacions en el llenguatge (1864); Notes sobre la gramàtica russa (1874, reimpresa el 1958); Llengua i nacionalitat, publicada de manera pòstuma el 1895; Notes sobre la teoria de la literatura, publicada de manera pòstuma el 1905.

### Filosofia del llenguatge
Potebnià estava especialment interessat en les relacions entre llenguatge, pensament i realitat. La llengua per a ell era sobretot la manera com la ment dirigia l'afluència d'impressions i estímuls. Creia que les paraules transmeten no només sentit, sinó també experiència individual i col·lectiva, que filtra qualsevol experiència nova. Una paraula tindria, doncs, tres aspectes: una forma externa (so), un significat (semàntica) i una forma interna (imatge). És a través de la forma interna que el món objectiu està subjectivitzat. En molts casos, la forma interna s'emmarca en el mite i, per tant, actua com a pont entre la llengua i el folklore, amb els seus símbols. Aquestes idees constitueixen el marc de la seva tesi sobre els símbols de la poesia popular eslava (1860) i de la seva obra monumental Explicacions de les cançons populars petit-russes i similars (2 volums, 1883 i 1887).
Segons ell, amb el temps la consciència de la forma interna d'una paraula es debilita, i una de les missions de literatura és restaurar aquesta consciència. Per tant, la literatura seria una jerarquia de gèneres; els tipus més simples (proverbis, endevinalles, contes) renoven la forma interna de la paraula, mentre que els tipus més elaborats comporten processos més complexos, de vegades difícils de detectar, a través d'un complex sistema d'imatges subjectives (en poesia) o aparentment objectives (a la novel·la). El treball principal de Potebnià sobre aquest tema es va publicar de manera pòstuma: Extractes de conferències sobre la teoria literària: la faula el proverbi, la dita (1894); Notes sobre la teoria de la literatura: poesia i prosa, trops i figures, pensament poètic i mític, additius (1905); Qüestions (esbossos) sobre L.N. Tolstoi i F. M. Dostoievski, a Qüestions de teoria i de psicologia de l'obra (vol.5, 1914).
Considerant el llenguatge com l'única manera de pensar i de percebre el món que té un individu o una nació, Potebnià es va oposar radicalment a la desnacionalització en general i la russificació dels ucraïnesos en particular; Potebnià equiparà aquest procés amb la desintegració espiritual i intel·lectual. La filosofia de Potebnià està arrelada en l'idealisme romàntic de Wilhelm von Humboldt, però també està influenciada per la psicologia associativa de Johann Friedrich Herbart i Hermann Lotze, i particularment pels escrits psicolingüístics de Heymann Steinthal.

### Fonètica històrica
Potebnià va imaginar la història d'una llengua com la història dels seus dialectes i va utilitzar el concepte de «llei fonètica». Va reconèixer l'existència d'una llengua protoeslava, però va traçar l'inici de la seva explosió en dialectes en temps prehistòrics. Va fer un gran nombre de descobriments sobre fonètica històrica d'Ucraïna, com ara l'alteració primordial de [dj] a [dy], el fenomen anomenat pleofonia secundària, i les condicions d'alteració [e: o]. Va ser el primer lingüista a afirmar que els diftongs constituïen una etapa intermèdia entre la [o] i la [e] de l'ucraïnès antic, i de la [i] de l'ucraïnès modern.

### Etimologia
En el camp de l'etimologia, Potebnià va prestar molta atenció al desenvolupament semàntic i la història de les paraules en detriment del context històric, folklòric i psicològic d'aquestes. Els seus principals escrits sobre etimologia es van recopilar a Per una història dels sons de la llengua russa (vol.2-4, 1880-1881 i 1883). Les seves notes sobre El conte de la campanya d'Ígor (1878) representen una brillant síntesi d'enfocaments etimològics, folklòrics i històrics.

### Sintaxi històrica
Des de la dècada de 1870, Potebnià s'especialitzà en l'estudi de la història de la sintaxi de les llengües eslaves, en comparació amb les altres llengües indoeuropees. Les seves Notes sobre la gramàtica russa inclouen els seus escrits sobre les formes del predicat i el participi (vol. 2, 1874), el nom i l'adjectiu (vol. 3, 1899), i el verb i les paraules indeclinables (vol. 4, 1941). Abans d'ell, el camp de la sintaxi eslava consistia essencialment en inventaris de construccions recollides en monuments literaris de diferents èpoques. Potebnià la posa en perspectiva per elaborar un vast fresc dels canvis de categoria i de construcció relacionats amb canvis en els patrons de pensament, servint-se de materials històrics, dialectes i folklore. La seva anàlisi comparativa va posar al descobert vestigis prehistòrics de la sintaxi en construccions posteriors i reinterpretacions de construccions arcaiques en els sistemes sintàctics posteriors. Això es tradueix en una demostració del caràcter històric de les categories sintàctiques com a parts del discurs. Anton Boudilovitch va comparar la contribució Potebnià en el camp de la sintaxi històrica amb la de Charles Darwin en l'estudi de l'origen de les espècies.

## Llegat
Potebnià estava molt per davant dels seus contemporanis. En el camp de la sintaxi històrica, els seus únics successors directes van ser A. Popov i, fins a cert punt, Dmitry Ovsianiko-Kulikovsky (en la seva visió general de la sintaxi russa). No obstant això, va tenir una influència important en lingüistes russos de finals del segle xix i principis del XX. Les seves idees sobre la literatura van ser adoptades com a marc teòric per l'Escola de Khàrkiv (B. Lezin, Vasyl Khartsiyev, A. Gornfeld, T. Rainov, Oleksa Vetukhiv i altres), agrupades al voltant de les preguntes de teoria i psicologia de l'obra (8 volums, publicats entre 1907 i 1923). També van tenir un impacte significatiu en l'estètica dels simbolistes russos (en particular Andrei Beli) i una influència indirecta sobre els simbolistes ucraïnesos. Posteriorment es van publicar reculls del seu treball sobre accentologia (1973) i sobre estètica i poètica (1976, 1985).
El 1945, l'Institut de Lingüística de Kíev (ara sota l'Acadèmia nacional de les ciències d'Ucraïna) va adoptar el nom de Potebnià.

## Obra (en rus)
- Мысль и язык («El pensament i el llenguatge», 1862)
- Заметки о малорусском наречии («Qüestions sobre el dialecte petit-rus», 1870)
- Из записок по русской грамматике («Notes sobre la gramàtica russa», tesi doctoral, 1874)
- Из истории звуков русского языка («De la història dels sons de la llengua russa», 1886)
- Язык и народность («Llengua i nacionalitat», 1895, pòstuma)
- Из записок по теории словесности («Notes sobre la teoria de la literatura», 1905, pòstuma).